# Johann Karl Ehrenfried Kegel
Johann Karl Ehrenfried Kegel (Mansfeld, 3 oktober 1784 – Odessa, 25 juni 1863) was een Duits agronoom in Russische dienst. Hij onderzocht Kamtsjatka en voltooide in 1847 een uitvoerige beschrijving van het land, waar hij bij de corrupte plaatselijke autoriteiten echter niet geliefd was en dan ook heftig tegengewerkt werd.

## Biografie
Kegel werd geboren in het voormalige Rammelburg, nu beter bekend als Mansfeld, en studeerde in Kopenhagen. In de winter van 1826-1827 vertrok hij naar Sint-Petersburg. In 1841 werd hij door de Russische overheid naar Kamtsjatka gestuurd om onderzoek te doen naar eventuele landbouw en mijnbouw mogelijkheden. Via Siberië reisde Kegel naar Ochotsk waar hij aan boord ging van een schip om hem naar Kamtsjatka te brengen.
Vanuit Petropavlovsk-Kamtsjatski reisde hij meerdere keren af naar afgelegen gebieden in het hart van Kamtsjatka om grondonderzoek te doen. In zijn rapporten beschreef hij in veel detail de flora en fauna, bodem, geologie en het leven van de lokale bevolking. Kegel ontdekte een grote hoeveelheid waardevolle grondstoffen en zag de potentiële welvaart die de grondstoffen konden opleveren als deze goed beheerd werden. Hij deed voorstellen om de levensomstandigheden van de inheemse bevolking te verbeteren en bekritiseerde de onderdrukking van de Russische overheid.
Kegel had een hekel aan de corrupte plaatselijk autoriteiten en was dan ook niet geliefd. De lokale autoriteiten hadden geen interesse in de ontwikkeling van Rusland, maar waren wel geïnteresseerd in de al bestaande lucratieve bonthandel in het gebied. Toen de lokale autoriteiten door hadden dat Kegel niet omgekocht kon worden, begonnen ze hem tegen te werken. Ondanks de tegenwerking slaagde Kegel erin om zijn werk te voltooien. Hij keerde in 1847, in slechte gezondheid, terug naar Sint-Petersburg.
Zijn rapporten behoorde tot de meeste gedetailleerde uit zijn tijd, maar konden niet tijdens zijn leven gepubliceerd worden met het oog op zijn persoonlijke veiligheid. Uiteindelijk stierf Kegel op 25 juni 1863 in Odessa op 78-jarige leeftijd.
- Bibsys: 11053842
- Gemeinsame Normdatei: 172551684
- International Standard Name Identifier: 0000 0000 8382 6721
- Library of Congress Control Number: n94081772
- Nederlandse Thesaurus van Auteursnamen: 123500141
- Système universitaire de documentation: 137940157
- Virtual International Authority File: 52361407
- WorldCat: E39PBJjXdYrQvtbBdGKRCJFxjC